# Trematomus hansoni
Trematomus hansoni es una especie de pez perteneciente a la familia Nototheniidae.

## Descripción
Cuando adulto su longitud es de unos 25 cm de largo, aunque existen registros de ejemplares que llegan a medir hasta 41 cm. Su cuerpo es de color pardo con manchas y franjas oscuras. Sus aletas poseen varias manchas oscuras.  Tiene de 5 a 8 espinas y de 36 a 41 rayos blandos en la aleta dorsal y de 33 a 37 rayos bandos en la anal.

## Hábitat
Es un pez de ambientes marinos, vive en los océanos polares (53°S-78°S) a profundidades entre 6 y 550 m.

## Distribución geográfica
Se lo encuentra en el Océano Antártico: zona de las islas Orcadas del Sur, Georgia del Sur y Shetland del Sur; en los mares de Ross, de Davis y el de Weddell, y las costas de la Tierra Adelia, de la Tierra de Victoria, de la Princesa Ragnhild y de la Tierra de la Reina Mary (Territorio Antártico Australiano).